# Leuggernbach
Der Leuggernbach – im Oberlauf Guntenbach oder auch Guntebach (nicht zu verwechseln mit dem Guntebach bei Sigriswil im Berner Oberland) – ist ein etwa 6½ Kilometer langer Bach im Kanton Aargau. Er entwässert ein Gebiet im Nordosten des Aargauer Tafeljuras und am Unterlauf der Aare. Seit dem Bau des Klingnauer Stausees mündet er nicht mehr direkt in den Fluss, sondern in den Sammelkanal auf der Aussenseite des westlichen Seedammes.
Der Oberlauf des Gewässers liegt im Gebiet des Juraparks Aargau. In verschiedenen Abschnitten durchquert der Bach Landschaften von nationaler Bedeutung und ein Wasser- und Zugvogelreservat von internationaler Bedeutung.

## Geographie

### Verlauf

#### Guntenbach

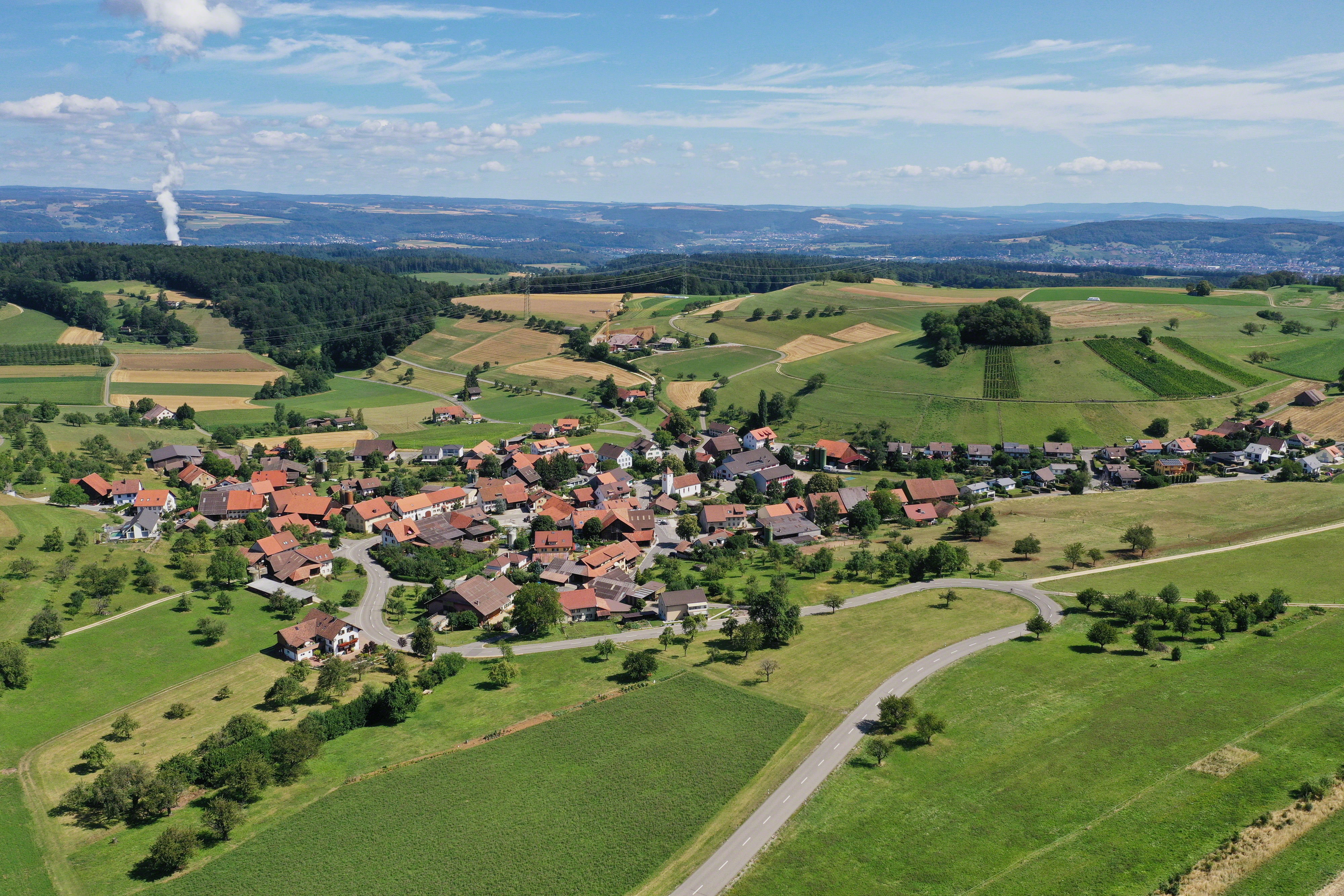
Quellgebiet des Guntenbachs bei Mandach

Der Guntenbach entsteht aus zahlreichen kurzen Quellbächen in der Landschaftskammer von Mandach im Bezirk Brugg. Das «Bächli» östlich des Dorfes im Gebiet Trottenmatte kann als Ursprung des Baches angesehen werden. Die kleinen Gewässer sind mehrheitlich eingedolt. 
Erst bei der Mühle von Mandach etwa einen Kilometer nördlich des Dorfes beginnt der offene Bachlauf, der durch das schmale  «Tal» nach Etzwil und Hettenschwil führt und auf dieser Strecke mehrere Seitenbäche aufnimmt.

#### Leuggernbach

Luftaufnahme von Leuggern mit dem Leuggernbach links unten und als Kanal oben rechts

Bei Leuggern fliesst der Bach an der Lourdesgrotte vorbei und dann ändert er den Namen und durchquert als «Leuggernbach» im «Bachgrabe» die Ortschaft, fliesst eingedolt unter der Hauptstrasse 17 hindurch und erreicht in der «Chilchmatte» die Aareebene. Als künstlicher Kanal fliesst er rund einen Kilometer gegen Nordosten durch die meliorierte Flur «Etteried» und sammelt das Wasser aus mehreren Sickerleitungen. Im Gebiet «Lache» südöstlich von Gippingen mündet er in den linken Binnenkanal ausserhalb des Seitendammes am Klingnauer Stausee. Der Kanal erreicht nach fast einem Kilometer das Naturschutzgebiet Gippinger Grien am Unterwasserabschnitt des Kraftwerks.

### Einzugsgebiet
Das 10,92 km² grosse Einzugsgebiet des Leuggernbachs liegt im Tafeljura und wird durch ihn über die Aare und den Rhein zur Nordsee entwässert.
Es besteht zu 38,4 % aus bestockter Fläche, zu 53,0 % aus Landwirtschaftsfläche, zu 8,5 % aus Siedlungsfläche und zu 0,1 % aus unproduktiven Flächen.
Die Flächenverteilung
Die mittlere Höhe des Einzugsgebietes beträgt 460,4 m ü. M.

## Hydrologie
An der Mündung des Leuggernbachs in den Binnenkanal beträgt seine modellierte mittlere Abflussmenge (MQ) 150 l/s und sein Abflussregimetyp ist pluvial jurassien.
Der  modellierte monatliche mittlere Abfluss (MQ) des Leuggernbachs in l/s

## Natur und Umwelt
Der Oberlauf des Guntenbachs befindet sich in der Berglandschaft «Aargauer Tafeljura», die im Bundesinventar der Landschaften und Naturdenkmäler von nationaler Bedeutung (BLN) beschrieben ist.
Die vom Leuggernbach durchquerte Ebene bei Gippingen gehört als (teilweise entwässertes) Feuchtgebiet zum Areal «Klingnauerstausee», einem Wasser- und Zugvogelreservat von internationaler Bedeutung und Ramsar-Schutzgebiet. Zudem ist die «Flusslandschaft bei Klingnau» ebenfalls im BLN verzeichnet.
Um das bedeutende Vogelhabitat am Stausee zu verbessern, wurde im Zusammenhang mit der neuen Wasserrechtskonzession des Kraftwerks Klingnau der untere Bachabschnitt ökologisch aufgewertet.